# Kaisa Parviainenová
Katri „Kaisa“ Vellamo Parviainen (3. prosince 1914 Juankoski – 21. října 2002 Rauma) byla finská atletka. Soutěžila oštěpem na olympijských hrách v letech 1948 a 1952 v roce 1948 získala stříbrnou medaili, 16. místo v roce 1952; v roce 1948 se umístila na 13. místě v skoku dalekém.